# Saint-Just-près-Brioude
Saint-Just-près-Brioude is een gemeente in het Franse departement Haute-Loire (regio Auvergne-Rhône-Alpes) en telt 394 inwoners (2005). De plaats maakt deel uit van het arrondissement Brioude.

## Geografie
De oppervlakte van Saint-Just-près-Brioude bedraagt 49,3 km², de bevolkingsdichtheid is 8,0 inwoners per km².
De onderstaande kaart toont de ligging van Saint-Just-près-Brioude met de belangrijkste infrastructuur en aangrenzende gemeenten.

## Demografie
Onderstaande figuur toont het verloop van het inwonertal (bron: INSEE-tellingen).